# Мирјана Маодуш
Мирјана Маодуш (Медак, код Госпића, 14. октобар 1942) српска је сликарка.

## Биографија
Мирјана Маодуш је рођена је у селу Медак код Госпића у Лици, у избјегличком логору 1942. године. Мирјанин прадјед са мајчине стране је родом из Радуча и рођени је брат оца Николе Тесле, Милутина Тесле. Њена породица се настанила у Београду послије преживљених ужаса и геноцида усташа над Србима током Другог свјетског рата.
Школовање и ликовно образовање је стицала ван завичаја. Студирала је сликарство у Школи за примјењене умјетности у Франкфурту од 1965. до 1968. године, на Академији у Венецији (Accademіa dі belle artі) од 1969. до 1972. године и на Академији у Паризу (Esole Natіonal Superіeur des Beaux-arts) од 1972. до 1975. године. Осим у Њемачкој, Италији, Француској и Јапану, боравила је у Русији, Енглеској и Сједињеним Америчким Државама. Говори њемачки, италијански, француски, енглески и руски, а служи се и шпанским језиком. Члан је Удружења ликовних умјетника Србије од 1987. године.
Бави се сликарством - уље, акрилик, темпера, гваш, акварел и цртежом - оловка. Радила је портрете и фигуре људи у кафанама и другим јавним просторима, исказујући тако и социјално ангажоване ставове. Средином осамдесетих година 20. вијека се углавном посвјећује словима, а посљедњих година и бројевима, од којих гради апстрактне композиције. Претежно користи снажну колористичку оркестрацију и припада експресионистима.
Дуже вријеме живи у Јапану, гдје слика и излаже. Члан је познате групе сликара Ша-Ђи-Цу од 1983. године, у Токију. Активна је у друштвеном животу српске заједнице у тој земљи, чији се припадници окупљају око Клуба Југословена. Прикупљала је, заједно са другим припадницима српске дијаспоре у тој далекоисточној земљи, материјалну и новчану помоћ, претежно за дјецу у отаџбини.
Удата је за Др Риођија Наказатоа, професора, декана и предсједника Кјорицу Универзитета у Токију, гдје и живи.
Члан је Удружења ликовних умјетника Србије.

## Сликарство
Мирјана Маодуш је код раних радова користила снагу контраста јарких боја и изражајност људских ликова да би исказала своје немире и социјално ангажоване ставове под утицајем њемачког експресионизма. Остварења протагониста овог покрета привукла су је током школовања у Франкфурту и на њима је изградила сопствену поетику. Касније се све више приближавала фовистичком доживљају свијета и умјетности, нарочито од доласка у Париз 1971. године, али никада није занемарила првобитно усмјерење примјерено моралним начелима, схватањима, темпераменту и намјери да сликарском синтаксом открије душу, мисли и расположења.

### Летризам
Природа, човјек и предмет остали су присутни у њеном опусу, али је од средине осамдесетих година 20. вијека урадила преко стотину композиција блиских летризму. Летризам, од француске ријечи lettre, што значи слово, је правац у сликарству гдје сликари у основу ликовног знака уцртавају слово, превазилазећи његово дословно значење. Значајни представници овог правца код нас су још Марица Прешић и Александар Ђурић.
Као и већини наших сународника широм свијета, ни њој није било лако током бурних догађаја деведесетих година 20. вијека на просторима некадашње Југославије. Требало јој је доста храбрости и уздржаности да слуша острашћене лажи и увриједе у које су многи повјеровали пошто нису жељели да чују истину о Србима. Као хуманиста и умјетник, одлучила је да на свој начин кроз сликарство реагује на трагедију Срба сатанизованих из центра свјетске политичке моћи, унапријед осуђених за неучињено и широм свијета почиње промовисати богату културу и традицију своје земље. Учинила је то ћирилицом, сликајући писмо свог народа на сликарском платну.

### Изложбе
Први пут је излагала као студент 1972. године на групној изложби, да би већ 1973. године имала прву самосталну изложбу. Излагала је у Верони, Милану, Бреши, Италија, затим у Паризу, па у Токију. У почетку је припадала групи италијанских сликара Макијоли, који су почели да своје радове шаљу и у Јапан, тако су се и њене слике појавиле у тој земљи, гдје је прву изложбу имала 1975. године, а 1978. године склопила први уговор са јапанским галеристима о излагању својих слика.
Поред Италије, Француске и Јапана, своје радове је излагала и у Њемачкој, Русији, Енглеској и Сједињеним Америчким Државама. Учествована је на заједничким ликовним смотрама, између осталих на Мајским и Јесењим салонима у Паризу, изложбама УЕНО музеја у Токију, изложбама Слободна академија сликарства у Милану, Октобарским салонима, Јесењим изложбама, изложбама Цртеж и мала пластика у Београду и друге.
Њена дијела чувају и излажу Народни музеј и Музеј савремене умјетности у Београду, Мијаги музеј у Токију, Музеј савремене умјетности у Камакури, а налазе се и у многим приватним збиркама. Слике Мирјане Маодуш се од 1988. године налазе на УНЕСКО-вим новогодишњим честиткама које круже свијетом. Прикази њених слика налазе се и на корицама Библије савременог доба и књиге са програмима Мајкрософта, објављене у Јапану.